# Madrid Railroad
Die Madrid Railroad ist eine ehemalige Eisenbahngesellschaft in Maine (Vereinigte Staaten) mit Sitz in Phillips. Sie wurde am 29. April 1902 gegründet. Die Eröffnung der Bahnstrecke Madrid Junction–No. 6 in 610 mm Spurweite sowie eines Abzweigs nach Madrid erfolgte im Sommer 1903. Der Betrieb oblag der Phillips&Rangeley, die Strecke gehörte jedoch der Madrid Railroad. Hauptaufgabe der Bahn war es, das in und um Weld Township produzierte Holz abzutransportieren. Der Endpunkt lag direkt neben einem Holzfällercamp. 1905 ging die Madrid Railroad ebenso wie die Phillips&Rangeley pleite und am 1. Juli 1908 übernahm die Sandy River and Rangeley Lakes Railroad die beiden Gesellschaften. 1932 wurden die Strecken der Madrid Railroad stillgelegt.